# Lemba (Kinshasa)
De gemeente Lemba is een gemeente in het district Mont-Amba in de stadsprovincie Kinshasa, hoofdstad van de Democratische Republiek Congo.
Lemba wordt in het uiterste noorden begrensd door de gemeente Limete, in het noordwesten door de rivier de Yolo, die fungeert als een natuurlijke grens met de gemeente Ngaba. In het zuidwesten is er de ringweg die de grens vormt met de gemeente Makala en de Kimwenza-weg die de grens markeert met de gemeente Mont-Ngafula. In het noordoosten vormt de rivier de Matete de grens met de gemeente Matete, en dezelfde rivier vormt weer de natuurlijke grens met de gemeente Kisenso, in het zuidoosten.
In het zuidwesten van de gemeente bevindt zich de campus van de Universiteit van Kinshasa, op de historische campus van Lovanium. De campus bevindt zich op een heuvel, de Mont Amba, waarnaar het district Mont-Amba is genoemd.

## Geschiedenis
Lemba heeft een geschiedenis als een doorheen vele eeuwen behouden centrum van handel. Lang voor de komst van de Europeanen was Lemba al een handelscentrum in de regio van Pool Malebo. Maar het was pas met de komst van de Italiaanse kapucijners in de Pool Malebo en de ontdekkingsreiziger Stanley dat de impact van Lemba werd geregistreerd als een groot commercieel centrum. Volgens auteurs Michel Lusamba Kibayu en Floribert Ntungila Nkama was Lemba niet alleen een groot commercieel centrum, maar ook de residentie van het opperhoofd van de Humbus. In 1645 beschreef de Italiaanse franciscaan en missionaris Girolamo de Montesarchio het als een goed gestructureerde nederzetting waar mensen van overal kwamen om handel te drijven, ver verwijderd van het beeld van barbaarse steden dat werd naar voor geschoven tijdens het koloniale tijdperk.
| \| De 4 districten en 24 gemeentes van Kinshasa \| |                   |  |
| District Lukunga District Funa District Mont-Amba District Tshangu Brazzaville Kongo Pool Malebo M'Bamou Baai van Ngaliema Gombe Barumbu Kin. Ling. K.-V. Ng.-Ng. Kal. Banda- lungwa Kintambo Ngaliema Selembao Bumbu Makala Ngaba Lemba Limete Matete Kisenso Masina Ndjili Kimbanseke Nsele Mont-Ngafula N. M.-N. Ns. Kim. Maluku |                   |  |
| afkortingen: stadscentrum: Kinshasa (Kin.), Kasa-Vubu (K.-V.), Lingwala (Ling.), Ngiri-Ngiri (Ng.-Ng.) provinciekaart: Ngaliema (N.), Mont-Ngafula (M.-N.), Kimbanseke (Kim.), Nsele (Ns.) |                   |  |
| De 4 districten en 24 gemeentes van Kinshasa | Vlag van Kinshasa |  |